# Yoshikawa Akimasa

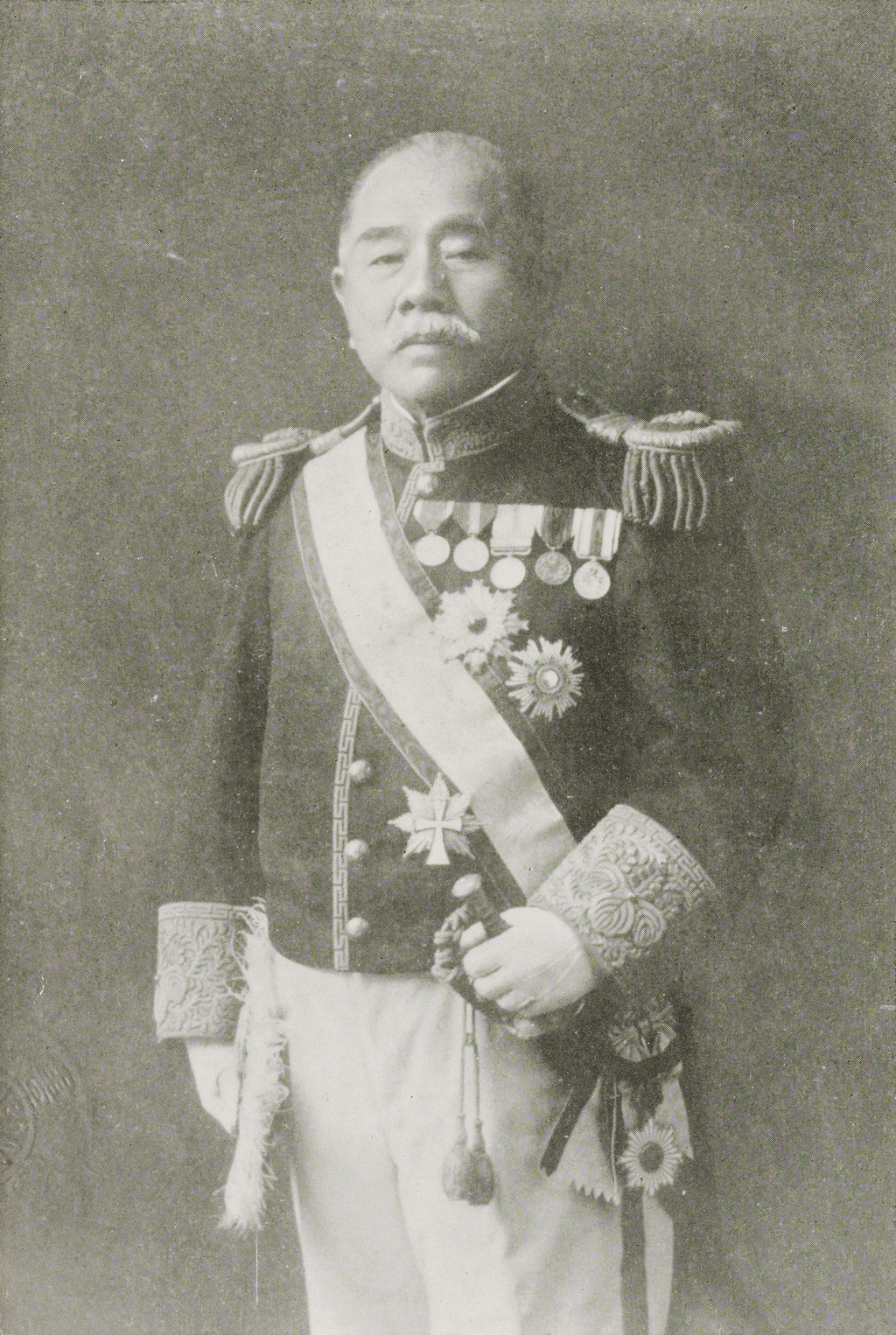
Yoshikawa Akimasa

Hakushaku Yoshikawa Akimasa (japanisch 芳川 顕正, Geburtsname: Harada Akimasa; * 21. Januar 1842 in Tokushima; † 10. Januar 1920 in der Präfektur Tokio) war ein japanischer Regierungsbeamter und Politiker, der unter anderem zwischen 1882 und 1885 Gouverneur der Präfektur Tokio sowie mehrmals Minister in verschiedenen Kabinetten war.

## Leben
Der als Harada Akimasa geborene Sohn eines Arztes änderte später seinen Namen in Yoshikawa Akimasa und begann 1862 ein Studium der Medizin und Anglistik an der 1857 gegründeten Medizinischen Lehranstalt Nagasaki (Igaku denshūjo). In Nagasaki lernte er den späteren Premierminister Itō Hirobumi, auf dessen Empfehlung hin er 1870 ins Schatzministerium (Ōkura-shō) eintrat. Er begleitete Itō 1870/1871 auf einer Reise in die USA, um dort das Währungs- und Finanzsystem zu studieren. Nach seiner Rückkehr nach Japan fungierte er als Leiter der Banknotenabteilung (Shihei Gashira) im Schatzministerium (1872 bis 1875), Chefsekretär des Ministeriums für öffentliche Arbeiten und stellvertretender Außenminister (1880 bis 1881), bevor er als Nachfolger von Matsuda Michiyuki 15. Juli 1882 Gouverneur der Präfektur Tokio wurde. Als Gouverneur setzte er sich intensiv für Stadtreformen und den Hafenbau ein und wurde in dieser Funktion am 13. Juni 1885 von Watanabe Kōki abgelöst. Nachdem 1885 Chefredakteur des Arzneibuchs, übernahm er von 1886 bis zu seiner Ablösung durch Shirane Sen’ichi 1890 die neu gegründete Position des Unterstaatssekretär des Innenministeriums.

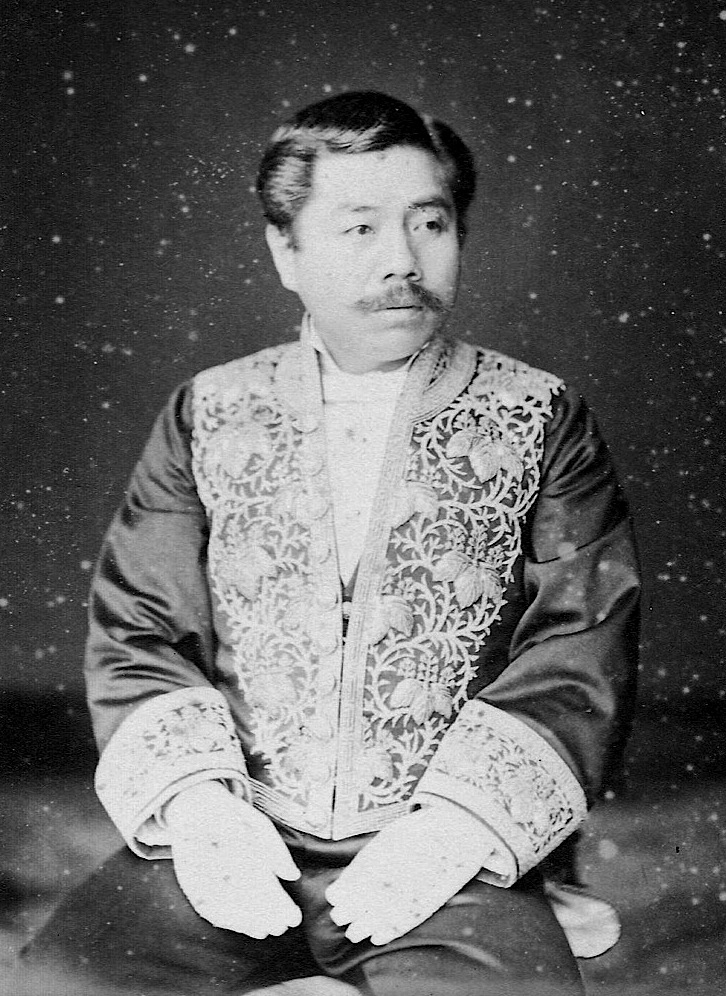
Yoshikawa Akimasa

Am 17. Mai 1890 wurde Yoshikawa als Nachfolger von Enomoto Takeaki zum Bildungsminister in das Kabinett Yamagata I berufen und bekleidete dieses Ministeramt vom 6. Mai 1891 bis zu seiner Ablösung durch Ōki Takatō am 1. Juni 1891 auch im Kabinett Matsukata I. Im Kabinett Itō II übernahm er am 16. März 1893 von Yamagata Aritomo den Posten als Justizminister und bekleidete diesen vom 18. bis 26. September 1896 kurzzeitig auch im Kabinett Matsukata II, woraufhin Kiyoura Keigo
Im zweiten Kabinett Itō fungierte er als Nachfolger von Inoue Kowashi vom 29. August 1894 bis zu seiner Ablösung durch Saionji Kimmochi am 3. Oktober 1894 kurzzeitig auch als kommissarischer Bildungsminister sowie des Weiteren als Nachfolger von Inoue Kaoru vom 3. Februar 1896 und dem 14. April 1896 auch als Innenminister, woraufhin Nomura Yasushi ihn ablöste.  Für seine Verdienste wurde er 1896 als Vizegraf (Shishaku) in den Adelsstand (Kazoku) erhoben. Im Kabinett Itō III bekleidete er zwischen dem 12. Januar und dem 30. Juni 1898 abermals das Amt des Innenministers und vom 8. November 1898 bis zum 19. Oktober 1900 im Kabinett Yamagata II den Posten des Ministers für Kommunikation.

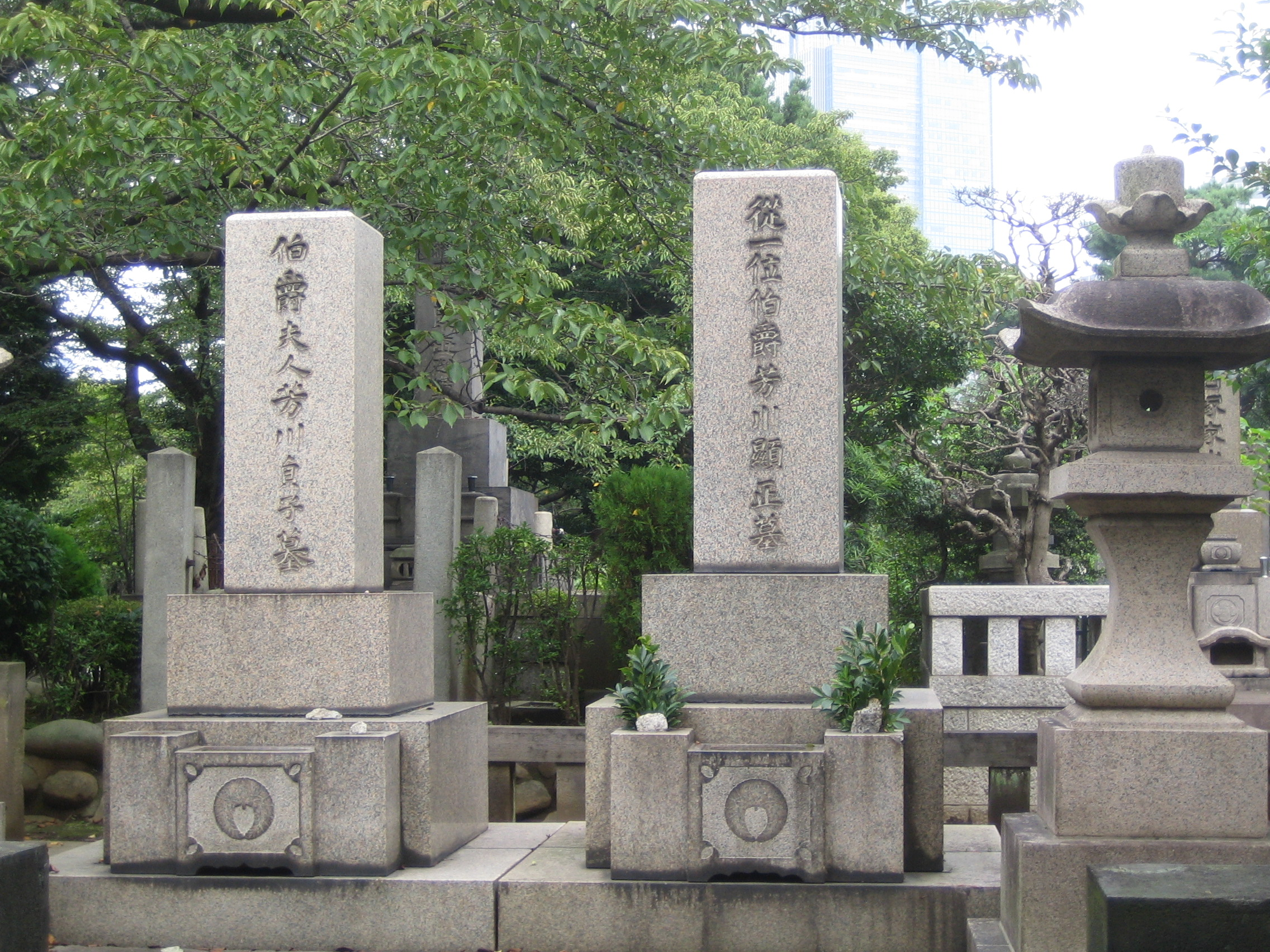
Grabstätte von Graf Yoshikawa auf dem Friedhof Aoyama.

Am 28. November 1900 wurde Vizegraf Yoshikawa Mitglied des Herrenhauses (Kizokuin), des Oberhauses des Reichstages (Teikoku-gikai), und gehörte diesem bis zum 21. September 1907 an. Am 2. Juni 1901 übernahm er im Kabinett Katsura I erneut den Posten des Ministers für Kommunikation und behielt diesen bis zu seiner Ablösung durch Sone Arasuke am 17. Juli 1903. Darüber hinaus war er im ersten Kabinett Katsura als Nachfolger von Katsura Tarō zwischen dem 20. Februar 1904 und seiner Ablösung durch Kiyoura Keigo am 16. September 1905 auch noch einmal Innenminister. 1907 wurde er außerdem zum Grafen (Hakushaku) erhoben und 1910 zum Mitglied des Kronrates (Sūmitsu-in) ernannt, ein von 1888 bis 1947 bestehendes Beratungsgremium des Kaisers (Tennō). Er war des Weiteren von 1910 bis 1911 Präsident der privaten Kokugakuin-Universität. Als Nachfolger von Higashikuze Michitomi wurde er am 9. Januar 1912 Vizepräsident des Kronrates und war damit bis zu seiner Ablösung durch Kiyoura Keigo am 20. März 1917 Stellvertreter des Vorsitzenden des Sūmitsu-in, Yamagata Aritomo.
Neben seinen politischen Ämtern war er zudem von 1905 bis 1913 erster Vorsitzender der Japanischen Gesellschaft zur Vorbeugung von Geschlechtskrankheiten, zwischen 1915 und seiner Ablösung durch Den Kenjirō 1919 Präsident der neu gegründeten Südseegesellschaft sowie von 1913 bis zu seiner Ablösung durch Shibusawa Eiichi 1920 erster Vorsitzender der Anti-Tuberkulose-Vereinigung. Für seine Verdienste wurde ihm ferner der Orden der Aufgehenden Sonne Erster Klasse verliehen. Er wurde nach seinem Tode auf dem Friedhof Aoyama beigesetzt.